# 引込返
引込返（ひきこみがえし）は、柔道の投技で真捨身技5本の一つ。講道館や国際柔道連盟 (IJF) での正式名。IJF略号HKG。

## 概要
基本形はお互いに右組で組み、技を掛ける側（取）は右手で相手（受）の右腕を一本背負投のように抱え受を前方に崩す。取は体を仰向けに倒れ込み（体を捨て）ながら、脛で受の太腿の内側を跳ね上げ、そのまま後方に回転させて投げる。神道六合流での別名釣落（つりおとし）。五教の技にあった釣落とは異なる技である。

## 変化

### 帯取返
帯取返（おびとりがえし）は取は、受の後帯を頭越しにつかみ相手を下に押しつぶすように力を加え、仰向けに倒れ込み（体を捨て）ながら、脛で受の太腿の内側を跳ね上げ、そのまま後方に回転させて投げる引込返。俗称である。試合では、こちらのパターンの方がよく使われる。
元々、帯取返は立っている状態から寝技に引き込むための技の一つであったが、投技としての条件が整っていると判断され、引込返に類する技とすることになった。2010年の世界ジュニア81 kg級で2位になった北野裕一がこの技を多用している。YouTube KODOKANチャンネルでの動画ではこのタイプの引込返のみ紹介されている。
古流柔術では帯返（おびがえし）と呼ばれたり俵返（たわらがえし）に包含されていた。
1982年の「講道館柔道の投技の名称」制定に向けて講道館では新名称の候補に挙がったが引込返の一つの場合とすることになり、採用されなかった。
国際柔道連盟、講道館での正式名「帯取返」は別の技でこれは「ハバレーリ」などのことである。真捨身技ではなく手技である。これは講道館の分類では浮落と掬投に分類されていたが、2017年4月、講道館技名称に「帯取返」が加えられた。